# Categoria ufficiali
La categoria ufficiali raggruppa tutti quegli ufficiali in servizio presso le forze armate italiane, con tale rango.

## Composizione
È possibile accedervi partecipando a concorso pubblico per titoli ed esami aperto anche ai civili, sia da concorso interno destinato solo agli appartenenti delle Forze Armate. 
Il personale può essere raggruppato in queste categorie:
- Ruolo normale: cioè ufficiali in servizio permanente effettivo provenienti dai corsi normali delle Accademie militari reclutati per concorso, ovvero mediante concorso pubblico a "nomina diretta" per funzioni tecniche di cittadini laureati (medici, ingegneri, ecc);
- Ausiliario del ruolo normale e ausiliario del ruolo speciale: è il  caso degli ufficiali in ferma prefissata (UFP) del ruolo normale o del ruolo speciale;
- Ruolo speciale: provenienti dai corsi "speciali"; cioè provenienti prevalentemente dal Ruolo marescialli, dagli ufficiali di complemento e ufficiali in ferma prefissata reclutati per concorso interno, o da civili laureati tramite concorso pubblico;
- Riserva selezionata: parte della riserva militare è formata dagli ufficiali di complemento in congedo e/o da personale laureato di elevata specializzazione incorporato tramite selezione diretta, chiamato a prestare servizio temporaneo per le forze armate italiane in caso di necessità.

## Status giuridico
La normativa militare prevede transiti di personale dal ruolo speciale al ruolo normale, per concorso riservato ai tenenti e capitani possessori di laurea, o dal ruolo normale al ruolo speciale per perdita dei requisiti, mancato o ritardato conseguimento della laurea prevista o a domanda.
Gli appartenenti al ruolo normale possono raggiungere i più alti incarichi previsti. A differenza dell'iter di carriera degli ufficiali appartenenti al ruolo speciale, che invece si arresta al massimo al grado di colonnello o capitano di vascello, essendo per essi precluso il grado di ufficiale generale.   
Gli ufficiali reclutati a nomina diretta sviluppano la propria carriera limitatamente ai Corpi tecnici di destinazione e ai propri ambiti di impiego.
La categoria ufficiali è composta da generali e ammiragli (anche detti ufficiali generali), ufficiali superiori e ufficiali inferiori.

## Classificazione

### Ufficiali generali
Gli ufficiali generali sono i gradi contrassegnati, nello Stanag NATO, da tutte le sigle a partire dalla OF-6 fino alla OF-10. Nella gerarchia militare italiana, corrispondono ai gradi di generale di brigata, generale di divisione, generale di corpo d'armata, generale di corpo d'armata con incarichi speciali e generale (capo di stato maggiore della difesa). 
Per l'Aeronautica Militare la definizione si applica agli equivalenti generale di brigata aerea, generale di divisione aerea, generale di squadra aerea, generale di squadra aerea con incarichi speciali e generale (capo di stato maggiore della difesa).
Per la Marina Militare la definizione si applica agli equivalenti contrammiraglio, ammiraglio di divisione, ammiraglio di squadra, ammiraglio di squadra con incarichi speciali e ammiraglio (capo di stato maggiore della difesa).

Grado per controspallina di generale di brigata dell'Esercito Italiano
Grado per paramano di contrammiraglio della Marina Militare
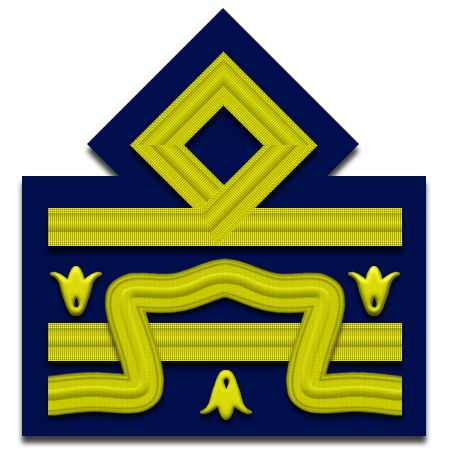
Grado per paramano di generale di brigata aerea dell'Aeronautica Militare
Grado per controspallina di generale di brigata dell'Arma dei Carabinieri
Grado per controspallina di generale di brigata della Guardia di Finanza

### Ufficiali superiori
Gli Ufficiali superiori sono i gradi che corrispondono nello Stanag NATO agli OF-3, OF-4 e OF-5, cioè, nella gerarchia militare italiana, ai gradi di maggiore, tenente colonnello e colonnello. 
Per la Marina Militare la definizione si applica agli equivalenti capitano di corvetta, capitano di fregata e capitano di vascello.

Grado per controspallina di maggiore dell'Esercito Italiano
Grado per paramano di capitano di corvetta della Marina Militare
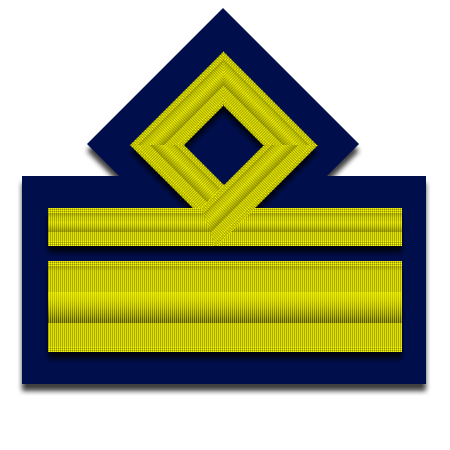
Grado per paramano di maggiore dell'Aeronautica Militare
Grado per controspallina di maggiore dell'Arma dei Carabinieri
Grado per controspallina di maggiore della Guardia di Finanza

Nelle forze armate italiane, gli ufficiali superiori possono assumere incarichi di staff negli stati maggiori, oppure, quando maggiori o tenenti colonnelli, il comando di unità di livello battaglione nell'Esercito Italiano e nell'Arma dei Carabinieri e di gruppo di volo nell'Aeronautica Militare. Con il grado di colonnello, possono assumere il comando di unità a livello di reggimento (o stormo, per l'aeronautica).
Nella Marina Militare, gli ufficiali superiori con il grado di capitano di corvetta, possono assumere il comando di unità di piccolo dislocamento, come i sottomarini. Con il grado di capitano di fregata, possono essere messi al comando di unità di medie dimensioni come le fregate, mentre con il grado di capitano di vascello, assumono il comando delle unità maggiori come le portaerei e i cacciatorpediniere.
Nell'Esercito Italiano è previsto che un colonnello, secondo determinate caratteristiche, possa assumere incarichi o funzioni da generale di brigata indossando una specifica insegna.

Colonnello i.g.s. (incarico del grado superiore)
Colonnello f.g.s. (funzioni del grado superiore)

### Ufficiali inferiori e subalterni
Gli ufficiali inferiori sono i gradi che corrispondono nello Stanag NATO OF-2, cioè, nella gerarchia militare italiana, ai gradi di Capitano per Esercito, Aeronautica, Guardia di Finanza e Carabinieri e di Tenente di Vascello per la Marina.
Primo capitano e Primo tenente di vascello non sono gradi ma qualifiche, che relativamente ai capitani viene conferita ai capitani delle Forze armate che abbiano compiuto cinque anni di grado e venti di servizio permanente effettivo calcolati a partire dal ventottesimo anno di età compiuto, e in tutti i casi in cui il grado di capitano sia quello finale della carriera. Nella Marina Militare la qualifica di primo tenente di vascello viene attribuita ai tenenti di vascello dopo 12 anni di anzianità. La qualifica di primo capitano e corrispondenti è conferita con decreto ministeriale
Gli ufficiali subalterni sono i gradi che corrispondono nello Stanag NATO OF-1, cioè, nella gerarchia militare italiana, ai gradi di Sottotenente e Tenente.
Nella Marina Militare i gradi citati assumono i nomi di Guardiamarina e Sottotenente di vascello, inoltre vi è un ulteriore grado che è quello di aspirante guardiamarina conferito agli allievi ufficiali che hanno superato il secondo anno di corso dell'Accademia Navale di Livorno. Nell'Aeronautica Militare gli allievi ufficiali dell'Accademia Aeronautica ottengono la qualifica di aspirante ufficiale, ma diversamente dagli allievi dell'Accademia Navale non è un grado ma solamente una qualifica. 

Grado per controspallina di sottotenente dell'Esercito Italiano
Grado per paramano di guardiamarina della Marina Militare
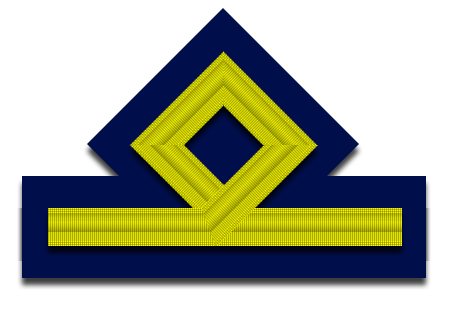
Grado per paramano di sottotenente dell'Aeronautica Militare
Grado per controspallina di sottotenente dell'Arma dei Carabinieri
Grado per controspallina di sottotenente della Guardia di Finanza

Gli ufficiali inferiori nel grado di sottotenente/guardiamarina di norma completano l'iter formativo presso le accademie e gli istituti militari se appartenenti al ruolo normale, mentre se appartenenti al ruolo speciale o al complemento/ferma prefissata vengono impiegati in attività di staff. Nel grado di tenente gli Ufficiali dell'Esercito e dei Carabinieri comandano unità di livello plotone e in alcuni casi unità di livello compagnia, oltre ad essere impiegati in attività di stato maggiore. Nel grado di Capitano gli ufficiali dell'Esercito e dell'Arma comandano delle compagnie, nell'aeronautica comandano una squadriglia, mentre in Marina Militare frequentano il corso da comandanti ricevendo il primo incarico di comando su unità navali minori.

Tenente comandante di compagnia in s.v. (sede vacante)

## Tabella riassuntiva dei gradi e degli avanzamenti
| Ufficiali subalterni |                                                     |                                                |                                                    |                                                                          |                                                                         |
| Stato di servizio | Esercito Italiano                                   | Marina Militare                                | Aeronautica Militare                               | Arma dei Carabinieri                                                     | Guardia di Finanza                                                      |
| Dopo due anni di accademia |                                                     | Aspirante guardiamarina                        |                                                    |                                                                          |                                                                         |
| Dopo due anni di accademia | Sottotenente                                        | Guardiamarina                                  | Sottotenente                                       | Sottotenente                                                             | Sottotenente                                                            |
| Dopo due anni nel grado inferiore. | Tenente                                             | Sottotenente di vascello                       | Tenente                                            | Tenente                                                                  | Tenente                                                                 |
| Ufficiali inferiori |                                                     |                                                |                                                    |                                                                          |                                                                         |
| Dopo quattro anni nel grado inferiore per l'Arma dei Carabinieri e per il Corpo della Guardia di Finanza; dopo cinque anni nel grado inferiore per l'Esercito, la Marina e l'Aeronautica. | Capitano                                            | Tenente di vascello                            | Capitano                                           | Capitano                                                                 | Capitano                                                                |
| Non è un grado ma una qualifica | Primo capitano                                      | Primo tenente di vascello                      | Primo capitano                                     | Primo capitano                                                           | Primo capitano                                                          |
| Ufficiali superiori |                                                     |                                                |                                                    |                                                                          |                                                                         |
| Dopo sette anni nel grado inferiore. L'avanzamento è "a scelta". | Maggiore                                            | Capitano di Corvetta                           | Maggiore                                           | Maggiore                                                                 | Maggiore                                                                |
| Dopo quattro anni nel grado inferiore | Tenente colonnello                                  | Capitano di Fregata                            | Tenente colonnello                                 | Tenente colonnello                                                       | Tenente colonnello                                                      |
| Dopo quattro anni nel grado inferiore. L'avanzamento è "a scelta". | Colonnello                                          | Capitano di Vascello                           | Colonnello                                         | Colonnello                                                               | Colonnello                                                              |
| Ufficiali generali |                                                     |                                                |                                                    |                                                                          |                                                                         |
| | Generale di Brigata                                 | Contrammiraglio                                | Generale di brigata aerea                          | Generale di brigata                                                      | Generale di brigata                                                     |
| | Generale di Divisione                               | Ammiraglio di divisione                        | Generale di divisione aerea                        | Generale di divisione                                                    | Generale di divisione                                                   |
| | Generale di corpo d'armata                          | Ammiraglio di squadra                          | Generale di squadra aerea                          | Generale di corpo d'armata                                               | Generale di corpo d'armata                                              |
| | Generale di corpo d'armata (con incarichi speciali) | Ammiraglio di squadra (con incarichi speciali) | Generale di squadra aerea (con incarichi speciali) | Generale di corpo d'armata comandante generale dell'Arma dei Carabinieri | Generale di corpo d'armata comandante generale della Guardia di Finanza |
| | Generale                                            | Ammiraglio                                     | Generale                                           | Non previsto                                                             | Non previsto                                                            |